# Zhutang
Zhutang (竹塘鄉S, Zhútáng XiāngP) è un comune di Taiwan, situato nella provincia di Taiwan e nella contea di Changhua.